# Kessler Edwards
Pour les articles homonymes, voir Edwards.
Kessler Donovan Edwards, né le 9 août 2000 à Glendale en Californie, est un joueur américain de basket-ball évoluant aux postes d'ailier et ailier fort.

## Biographie

### Carrière universitaire
Entre 2018 et 2021, il joue pour les Waves de Pepperdine.
Le 23 avril 2021, il annonce qu'il se présente à la draft NBA 2021.

### Carrière professionnelle

#### Nets de Brooklyn (2021-février 2023)
Il est sélectionné par les Nets de Brooklyn avec le 44e choix.
Le 16 août 2021, il signe un contrat two-way. Début avril 2022, son contrat est converti en un contrat standard.

#### Kings de Sacramento (février 2023-avril 2024)
Le 8 février 2023, il est transféré aux Kings de Sacramento.

#### Mavericks de Dallas (depuis 2024)
En juillet 2024, il signe un contrat two-way avec les Mavericks de Dallas.

## Statistiques

### Universitaires
Les statistiques de Kessler Edwards en matchs universitaires sont les suivantes :
| Saison    | Équipe     | Matchs | Titul. | Min./m | % Tir | % 3pts | % LF | Rbds/m. | Pass/m. | Int/m. | Ctr/m. | Pts/m. |
| --------- | ---------- | ------ | ------ | ------ | ----- | ------ | ---- | ------- | ------- | ------ | ------ | ------ |
| 2018-2019 | Pepperdine | 34     | 27     | 28,8   | 43,8  | 37,0   | 69,4 | 5,40    | 1,00    | 1,10   | 1,00   | 9,80   |
| 2019-2020 | Pepperdine | 31     | 31     | 32,7   | 47,1  | 43,7   | 76,1 | 7,40    | 1,50    | 0,90   | 1,80   | 13,60  |
| 2020-2021 | Pepperdine | 27     | 26     | 33,9   | 49,1  | 37,8   | 87,6 | 6,80    | 1,20    | 1,00   | 1,20   | 17,20  |
| Carrière  | Carrière   | 92     | 84     | 31,6   | 46,9  | 39,5   | 78,9 | 6,50    | 1,20    | 1,00   | 1,30   | 13,30  |

### Professionnelles

#### Saison régulière
| Saison    | Équipe   | Matchs | Titul. | Min./m | % Tir | % 3pts | % LF | Rbds/m. | Pass/m. | Int/m. | Ctr/m. | Pts/m. |
| --------- | -------- | ------ | ------ | ------ | ----- | ------ | ---- | ------- | ------- | ------ | ------ | ------ |
| 2021-2022 | Brooklyn | 48     | 23     | 20,6   | 41,2  | 35,3   | 84,2 | 3,60    | 0,60    | 0,60   | 0,50   | 5,90   |
| Carrière  | Carrière | 48     | 23     | 20,6   | 41,2  | 35,3   | 84,2 | 3,60    | 0,60    | 0,60   | 0,50   | 5,90   |

#### Playoffs
| Saison   | Équipe   | Matchs | Titul. | Min./m | % Tir | % 3pts | % LF | Rbds/m. | Pass/m. | Int/m. | Ctr/m. | Pts/m. |
| -------- | -------- | ------ | ------ | ------ | ----- | ------ | ---- | ------- | ------- | ------ | ------ | ------ |
| 2022     | Brooklyn | 2      | 0      | 3,5    | –     | –      | –    | 0,00    | 0,50    | 0,50   | 0,00   | 0,00   |
| Carrière | Carrière | 2      | 0      | 3,5    | –     | –      | –    | 0,00    | 0,50    | 0,50   | 0,00   | 0,00   |

## Palmarès
- First-team All-WCC (2021)
- Second-team All-WCC (2020)
- WCC All-Freshman Team (2019)

## Records sur une rencontre en NBA
Les records personnels de Kessler Edwards en NBA sont les suivants, :
| Type de statistique        | Saison régulière | Saison régulière                | Saison régulière | Playoffs | Playoffs                 | Playoffs      |
| Type de statistique        | Record           | Adversaire                      | Date             | Record   | Adversaire               | Date          |
| -------------------------- | ---------------- | ------------------------------- | ---------------- | -------- | ------------------------ | ------------- |
| Points                     | 17               | Raptors de Toronto              | 14 décembre 2021 | -        | -                        | -             |
| Paniers marqués            | 7                | Raptors de Toronto              | 14 décembre 2021 | -        | -                        | -             |
| Paniers tentés             | 13               | 2 fois                          | 2 fois           | -        | -                        | -             |
| Paniers à 3 points réussis | 4                | Pelicans de La Nouvelle-Orléans | 15 janvier 2022  | -        | -                        | -             |
| Paniers à 3 points tentés  | 7                | 3 fois                          | 3 fois           | -        | -                        | -             |
| Lancers francs réussis     | 3                | Nuggets de Denver               | 26 janvier 2022  | -        | -                        | -             |
| Lancers francs tentés      | 3                | Nuggets de Denver               | 26 janvier 2022  | -        | -                        | -             |
| Rebonds offensifs          | 4                | 3 fois                          | 3 fois           | -        | -                        | -             |
| Rebonds défensifs          | 6                | 5 fois                          | 5 fois           | 1        | Warriors de Golden State | 30 avril 2023 |
| Rebonds totaux             | 10               | Raptors de Toronto              | 14 décembre 2021 | 1        | Warriors de Golden State | 30 avril 2023 |
| Passes décisives           | 6                | Warriors de Golden State        | 12 février 2025  | 1        | @ Celtics de Boston      | 17 avril 2022 |
| Interceptions              | 3                | 4 fois                          | 4 fois           | 1        | @ Celtics de Boston      | 17 avril 2022 |
| Contres                    | 3                | 2 fois                          | 2 fois           | -        | -                        | -             |
| Balles perdues             | 4                | Raptors de Toronto              | 28 février 2022  | 1        | @ Celtics de Boston      | 20 avril 2022 |
| Minutes jouées             | 44               | Raptors de Toronto              | 14 décembre 2021 | 4        | @ Celtics de Boston      | 17 avril 2022 |

- Double-double : 1
- Triple-double : 0

Dernière mise à jour : 16 février 2025